# Scheidmühle
Die Scheidmühle war eine oberschlächtige, ab 1835 eine unterschlächtige Wassermühle am Haarbach in der Stadt Aachen in der nordrhein-westfälischen Städteregion Aachen im Regierungsbezirk Köln.

## Geographie
Die Scheidmühle hatte ihren Standort am Haarbach, Zur Scheidmühle, im Stadtbezirk Eilendorf in der Städteregion Aachen. Sie lag auf einer Höhe von ca. 170 m über NN. Heute ist an dieser Stelle die Kläranlage gebaut. Oberhalb der Scheidmühle stand die Nirmer Mühle, unterhalb hat die Kahlgrachtmühle ihren Standort.

## Gewässer
Die Quellen des Haarbachs lagen in früherer Zeit in einer Höhe von ca. 231 m über NN in der Nähe des ehemaligen Driescher Hofs in der Stadt Aachen. Heute beginnt der Bach in der Nähe von Gut Neuenhof. Der Bach mit einer ursprünglichen Länge von fast 9 km  ist ein Nebengewässer der Wurm und fließt nordostwärts in Richtung Eilendorf, unterquert die Bahnlinie Aachen-Eschweiler. Der weitere Weg des Baches verläuft in nordwestlicher Richtung, südlich vorbei an Verlautenheide und dann in das Zentrum nach Aachen-Haaren. Im Stadtkern von Haaren ist der Haarbach weitgehend kanalisiert. Am Tuchmacherweg fließt der Haarbach in einer Höhe von circa 144 m über NN als offener Bach in die Wurm. Die Pflege und Unterhaltung des Gewässers obliegt dem Wasserverband Eifel-Rur (WVER).

## Geschichte
Der Standort der Scheidmühle war auf dem Gelände der 1979 errichteten und 1993 erweiterten Kläranlage in Eilendorf. Ihren Namen hat sie wohl vom Platz an der Grenze (Scheid) zum Aachener Gebiet. Auch die Namen Scheidmühlenweg oder die Gemarkung Scheidheck bestätigen den Standort. 1588 und 1592 wird sie erwähnt als Muhlgen im scheidtbruech. Vor 1812 wurde die Mühle als Mahlmühle genutzt, ab 1835 als Nadelschauermühle, die zum Polieren von Nadeln eingesetzt wurde. Nach dem Umbau von oberschlächtiger in unterschlächtige Wasserführung und einer Nutzbarmachung des vorgelagerten verlandeten Stauweihers wurde aus der Mühle 1852 eine Fabrikmühle. 1911 wurde die Produktion von Billardtuch dokumentiert. Die Gebäude mit Mühle, Fabrik und Wohnhaus wurden nach 1969 niedergelegt.

## Galerie

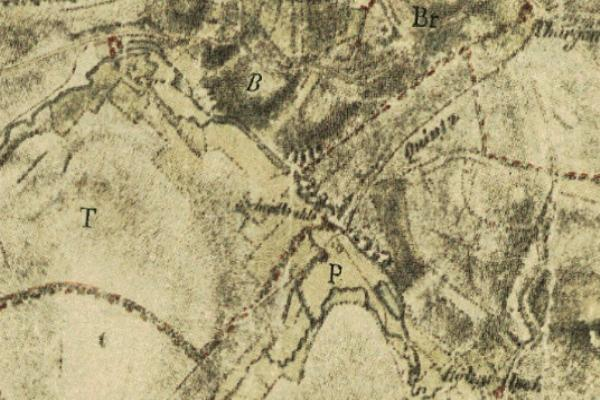
Standort der Scheidmühle auf der Tranchotkarte 1805/07
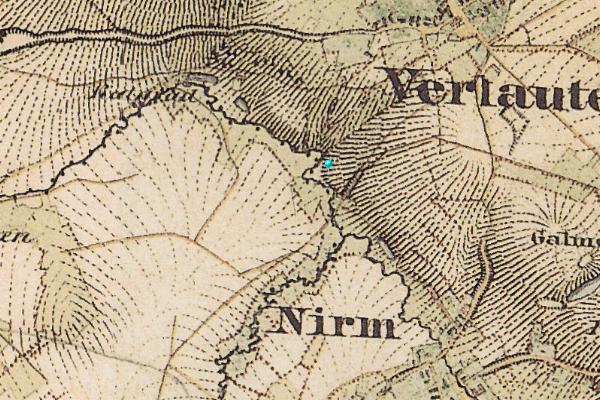
Auf der Uraufnahme von 1846 ist die Scheidmühle nicht eingetragen